# NGC 1424
NGC 1424 é uma galáxia espiral barrada (SBb) localizada na direcção da constelação de Eridanus. Possui uma declinação de -04° 43' 49" e uma ascensão recta de 3 horas, 43 minutos e 14,0 segundos.
A galáxia NGC 1424 foi descoberta em 8 de Dezembro de 1850 por William Parsons.